# Große Synagoge (Swjahel)

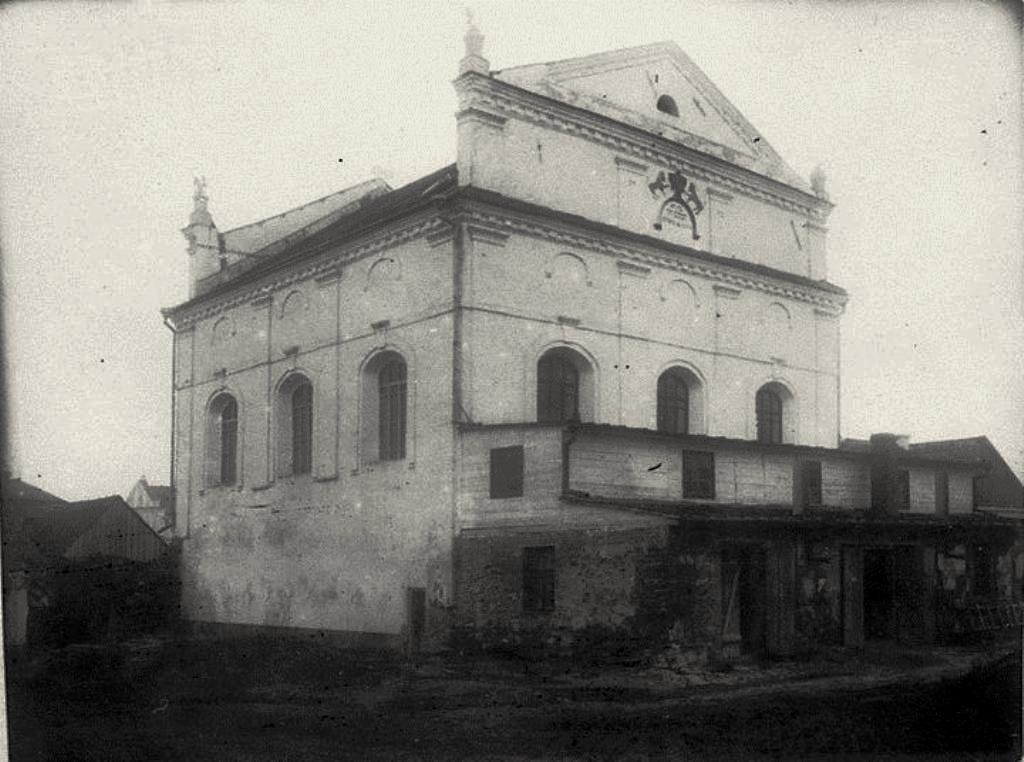
Große Synagoge in Swjahel (Nowohrad-Wolynskyj), 1929

Die Große Synagoge in Swjahel (bis November 2022 Nowohrad-Wolhynskyj) war eine Synagoge in der ukrainischen Oblast Schytomyr. Die Entstehungszeit ist ungeklärt, diskutiert wird unter anderem ein Bau in der ersten Hälfte des 18. Jahrhunderts. Seit dem Zweiten Weltkrieg existiert das Gebäude nicht mehr. Sie war auch als die Di kalte shul bekannt.

## Geschichte
Das genaue Erbauungsdatum ist unbekannt. Eine Quelle gibt die Zeit zwischen 1680 und 1700 an, jedoch ohne plausible Erklärung. Andere Quellen nennen das Jahr 1740.
Während des Russischen Bürgerkriegs und des Polnisch-Sowjetischen Kriegs kam es zu zahlreichen Pogromen in der Stadt, besonders im Jahr 1919. Dabei brannte im August 1919 auch die Synagoge bis auf die äußeren Mauern ab.
Im Jahr 1922 war sie teilweise wiederhergestellt. Von den sowjetischen Behörden wurde sie 1930 geschlossen. Zunächst wurde das Gebäude als Reifengeschäft genutzt, dann aber aufgegeben. Es stand noch zu Beginn des Zweiten Weltkriegs, wurde aber endgültig gegen Ende des Krieges oder kurz danach abgerissen.

## Architektur
Die Synagoge war ein imposantes Gebäude, das das jüdische Viertel dominierte. Es hatte an den Seiten je drei hoch angebrachte Segmentfenster. Die Außenwände wurden durch Pilaster in je drei Felder unterteilt.
Oberhalb der Fenster war eine weitere Umrandung optisch in Form einer Brüstung mit halbkreisförmigen Blindfenstern abgeteilt.
Ein Satteldach bedeckte die Haupthalle. An den Giebelseite war eine weitere rechteckige Brüstung und darüber der dreieckige Giebel in Form einer Attika. Hier waren im Westen zwei aufgerichtete Tiere, die wohl Löwen darstellen sollten, und die eine Krone hielten, angebracht.
Ein zweistöckiger Anbau im Westen verdeckte die dortigen Fenster zum Teil. Er war bis 1929 noch nicht wieder aufgebaut. Ein weiterer Anbau an der Nordseite wurde nach 1919 abgerissen.